# Jurij Hmelnicki
Jurij Hmelnicki (ukrajinsko Юрій Хмельницький, latinizirano: Jurij Hmel'nyc'kyj, poljsko Jerzy Chmielnicki, rusko Юрий Хмельницкий) z meniškim imenom Hedeon, je bil politični in vojaški voditelj Zaporoških kozakov, * 1641, † 1685 (sporno). 
Bil je mlajši sin slavnega ukrajinskega hetmana Bogdana Hmelnickega in brat Timofija Hmelnickega. Čeprav je polovico svojega odraslega življenja preživel kot menih in arhimandrit, je bil kljub temu v letih 1659–1660 in 1678–1681 hetman Ukrajine ter starosta Gadjača, s čimer je postal eden najbolj znanih ukrajinskih politikov iz obdobja ruine (propada kozaškega hetmanata). 

## Biografija

### Hetman Ukrajine
Jurij Hmelnicki je bil rojen leta 1641 v Subotivu blizu Čigirina v osrednji Ukrajini. Leta 1659 je kozaška Rada (skupščina) v Beli Cerkvi izvolila 17-letnega Jurija za svojega hetmana namesto odstavljenega Ivana Vihovskega. Mladi hetman se je soočal z veliko težavami: negotovim zavezništvom z Ruskim carstvom in nenehnimi vojnami s Poljsko in Litvo ter Krimskim kanatom. 
Med spopadom s Poljsko in Litvo v bližini mesta Korsun so bili kozaki Jurija Hmelnickega poraženi, njega samega pa so Poljaki ujeli. Kasneje je prisegel zvestobo poljsko-litovskemu kralju Janu II. Kazimirju (vladal 1648–1668). 
Leta 1659 mu je Sejm walny (parlament) poljsko-litovske republike podelil plemiški naslov. 24. marca 1661 je postal starosta mesta Gadjač.
Jurijeva domnevna izdaja je leta 1661 izzvala državljansko vojno v Ukrajini. Novi ataman Jakim Somko je povedel Moskvi naklonjene kozake proti Juriju in njegovim novim poljskim zaveznikom. V bitki pri Perejaslavu poleti 1662 so Somkovi kozaki in Rusi pod poveljstvom Grigorija Romodanovskega premagali Jurija Hmelnickega. 
Po porazu je Hmelnicki sklenil zavezništvo s Krimskim kanatom, kar je povzročilo le množično plenjenje in ropanje ukrajinskih mest in vasi s strani Tatarov. Jurij se je nato odpovedal hetmanskemu naslovu in jeseni 1662 postal menih v Mharskem samostanu. Med letoma 1664 in 1667 ga je hetman Pavlo Teterija v Lvovu aretiral.

### Hetman Desnobrežne Ukrajine
Po izpustitvi leta 1672 se je udeležil pohoda proti Tatarom in bil blizu Umana ujet ter odpeljan v Istanbul, kjer so mu dovolili živeti v grškem pravoslavnem samostanu. Leta 1676,  potem ko se je sultanov zaveznik Petro Dorošenko predal Rusom, se je Porta odločila, da bo uporabila Hmelnickega in njegovo slavno ime za okrepitev svojih zahtev po Desnobrežni Ukrajini, kar je sprožilo rusko-turško vojno (1676–1681). 
Leta 1678 je turška vojska zavzela Čigirin in razglasila Jurija Hmelnickega za novega hetmana Ukrajine, čeprav je bil v resnici le lutka osmanskega sultana. Osmanska vojska z Jurijem v zaporu je zavzela in požgala Kaniv in druga ukrajinska mesta. Hmelnicki se je nato umaknil v svojo prestolnico Nemiriv v tistem delu Ukrajne, ki je bil pod osmansko okupacijo. Od tam je kot vazal sultana Mehmeda IV. vladal do leta 1681, ko so ga Turki zaradi njegovega nestabilnega duševnega zdravja in izjemne krutosti odstavili z oblasti. Dve leti pozneje so ga Poljaki za kratek čas ponovno vzeli v svojo službo. Leta 1685 so poročali, da so ga Turki ujeli in ga v Kamjanec-Podilskem usmrtili (z zadavljenjem). Njegova smrt je postala predmet govoric. Kasnejši raziskovalci so to različico smrti na podlagi pričevanja (ene) priče označili za vprašljivo in opozorili na druge možnosti. Georgij Koniski, ukrajinski pisatelj in verska osebnost iz 18. stoletja, je opisal, kako so Jurija odpeljali v Istanbul, preden so ga na koncu izgnali v samostan nekje v Sredozemlju. Ena od možnih lokacij bi lahko bila Malta, kjer se "grob kozaškega generala" razkazuje kot turistična zanimivost.